# Renault Alaskan
Renault Alaskan — рамний пікап, який виробляється французькою компанією Renault.  

## Опис

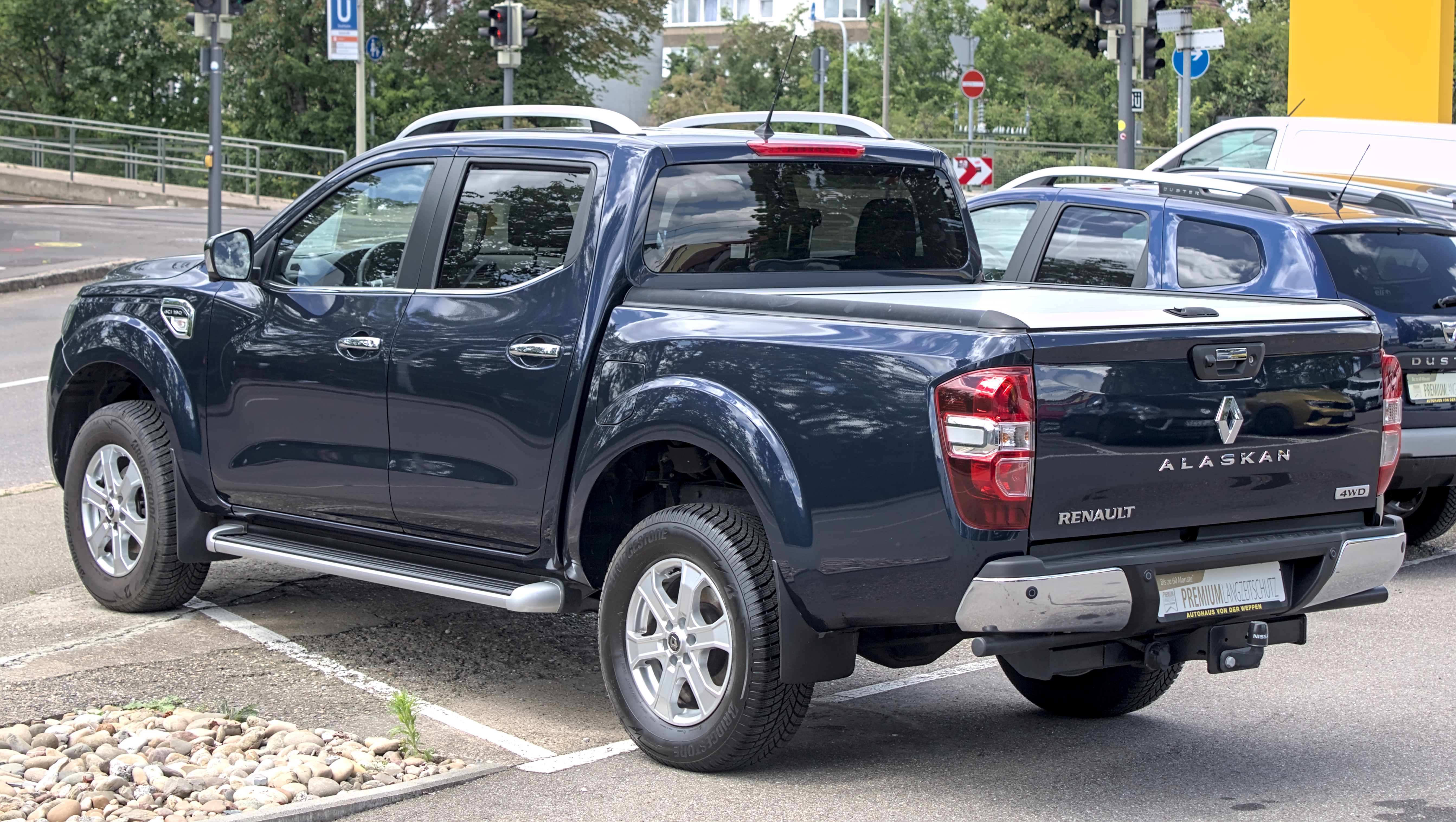

У середині 2016 року автомобіль почав продаватися в Латинській Америці, європейські продажі почались у кінці 2017 року. Він поділяє платформу та двигуни з Nissan Navara та Mercedes-Benz X-класу.
Для європейського ринку пропонується турбодизель 2,3 л у двох версіях YS23DDT потужністю 160 к.с. (403 Нм) або YS23DDTT потужністю 190 к.с. (450 Нм).
На заводах Nissan в Барселоні (Іспанія) та Хьютепеку (Мексика) виробництво Alaskan припинилося у 2020 році. Того року з конвеєрів зійде лише кілька десятків екземплярів. У жовтні 2020 року Renault запустив виробництво Alaskan на своєму заводі в Кордові (Аргентина), щоб задовольнити попит, особливо в Південній Америці.

## Двигуни
- 2,3 л YS23DDT І4 160 к.с. (403 Нм)
- 2,3 л YS23DDTT І4 190 к.с. (450 Нм)